# Премія Петера Дебая
Пре́мія Пе́тера Деба́я з фізи́чної хі́мії (англ. Peter Debye Award in Physical Chemistry) — щорічна наукова нагорода в галузі фізичної хімії, яку присуджує Американське хімічне товариство. Вона названа на честь нідерландського фізико-хіміка, лауреата Нобелівської премії з хімії за 1936 рік Петера Дебая і вручається з 1962 року. Премія була заснована нафтовою компанією Humble Oil and Refining Co у 1960 році. Кандидат на нагородження повинен виконати видатне дослідження теоретичного або експериментального характеру в галузі фізичної хімії. З 1977 по 1980 рік премію не присуджували.
Станом на 2023 рік сума грошової винагороди становила 5000 доларів США. Також передбачено до 2500 доларів відшкодування транспортних витрат на поїздку до місця вручення нагороди. З 1979 до 2022 року премія фінансувалась компанією DuPont, до цього з 1970 по 1976 рік спонсором нагороди виступала Exxon Chemical. З 2023 року нагорода підтримується благодійним фондом, створеним коштом пожертвувань відділу фізичної хімії Американського фізичного товариства.
Існує також лекція Дебая з Корнелльського університету (Корнелльська секція Американського хімічного товариства), яку зазвичай присуджують щорічно з 1963 року.

## Лауреати
- 1962: Едгар Вілсон[en]
- 1963: Роберт Маллікен
- 1964: Генрі Ейрінг[en]
- 1965: Ларс Онсагер
- 1966: Джозеф Гіршфельдер[en]
- 1967: Джозеф Маєр
- 1968: Георгій Кістяківський
- 1969: Пол Флорі
- 1970: Оскар Райс[de]
- 1971: Норман Девідсон[en]
- 1972: Клайд Гатчисон[en]
- 1973: Вільям Ліпском
- 1974: Вальтер Штокмаєр[en]
- 1975: Герберт Гутовський[en]
- 1976: Роберт Цванціг[en]
- 1977—1980: не присуджували
- 1981: Річард Берштейн[en]
- 1982: Пітер Ренцпіс[en]
- 1983: Жорж Пайментел[en]
- 1984: Бентон Рабінович[en]
- 1985: Стюарт Райс[en]
- 1986: Ян Лі
- 1987: Гаррі Дрікамер[en]
- 1988: Рудольф Маркус
- 1989: Габор Соморджай[en]
- 1990: Гарденн Мак-Коннелл[en]
- 1991: Річард Зейр[en]
- 1992: Френк Стіллінгер[en]
- 1993: Шервуд Роуленд
- 1994: Вільям Клемперер[en]
- 1995: Джон Таллі[en]
- 1996: Ахмед Зевейл
- 1997: Робін Гохштрассер[en]
- 1998: Грем Флемінг[en]
- 1999: Джессі Бошан[en]
- 2000: Пітер Волінс[en]
- 2001: Джон Росс[en]
- 2002: Джасінто Скоулз[en]
- 2003: Вільям Г’юз Міллер[en]
- 2004: Вільям Лінебергер [en]
- 2005: Стівен Леоне[en]
- 2006: Дональд Трухлар[en]
- 2007: Джон Єйтс[en]
- 2008: Майкл Кляйн[en]
- 2009: Річард Сейкаллі[en]
- 2010: Джордж Шац[en]
- 2011: Луїс Брюс
- 2012: Девід Чендлер[en]
- 2013: Вільям Мернер
- 2014: Генрі Шефер[en]
- 2015: Xiaoliang Sunney Xie[en]
- 2016: Марк Ратнер[en]
- 2017: Брюс Берн[de]
- 2018: Парас Прасад[en]
- 2019: Деніел Ноймарк[en]
- 2020: Лаура Гальярді[en]
- 2021: Майкл Фаєр[en]
- 2022: Вільям Ітон[en]